# Cenedola
Il Cenedola è un torrente appenninico, affluente del Ceno, che scorre interamente nella provincia di Parma, nella zona del medio Appennino. 

## Corso del torrente
Il Cenedola nasce in prossimità della vetta del monte Carameto, nel comune di Bore, presso lo spartiacque che divide la provincia di Parma da quella di Piacenza.
Il torrente, scorrendo all'interno di un fitto bosco, si dirige in direzione nord-est attraversando una stretta valle chiamata Valle Scura al termine della quale assume la denominazione di canale di Passaia bagnando la prima località che trova lungo il suo percorso: Orsi, presso la quale riceve il primo contributo di rilievo in sinistra idraulica dal rio Cravaressa.
A valle della confluenza, il Cenedola prende a scorrere in una valle dove il coltivo predomina ampiamente sul bosco, bagna la località di Metti, dopo la quale assume il nome di canale della Chiesa, e riceve in destra il canale delle Lame e in sinistra il canale Borassa, quest'ultimo presso la località Rovina, prendendo definitivamente la denominazione di Cenedola.
Dopo l'ultima confluenza il letto del torrente si fa ampio e ghiaioso, iniziando a scorrere in direzione sud est in una valle più ampia lambita a sud da boschi e a nord da coltivo alternato a zone incolte dove il bosco sta prendendo di nuovo il sopravvento. In quest'ultimo tratto il torrente riceve il contributo di numerosi affluenti: in sinistra i rii Pomo Terra, della Fontana Bianca, Casale, delle Lubbie e l'ultimo affluente, il rio Rosso, in destra riceve i contributi dei rii di Pignolaccia, Tampalloni, del Lubbione, Lubiazza e dei Lusignani, tutti provenienti dai rilievi boscosi posti a ridosso della riva sud del torrente.
Dopo la confluenza dell'ultimo affluente il Cenedola sfocia nel suo referente idraulico, il Ceno, di fronte alla località di Golaso. A valle del rio Fontana Bianca il torrente segna il confine fra il territorio comunale di Bore e quello di Pellegrino Parmense, mentre a valle della confluenza del rio Rosso segna il confine fra il territorio di Bore e quello di Varano Melegari.

## Regime idrologico
Il Cenedola presenta il regime idrologico tipico dei torrenti appenninici, con accentuate magre estive e piene autunnali. La sua portata media di 0,880 m³/s mentre il bacino idrografico è di 43,30 km².